# Арктика (ледокол, 2016)
А́томный ледоко́л «Арктика» — российский атомный ледокол проекта 22220 (ЛК-60Я). Является головным кораблём этого проекта.

## Строительство
Ледокол заложен 5 ноября 2013 года.

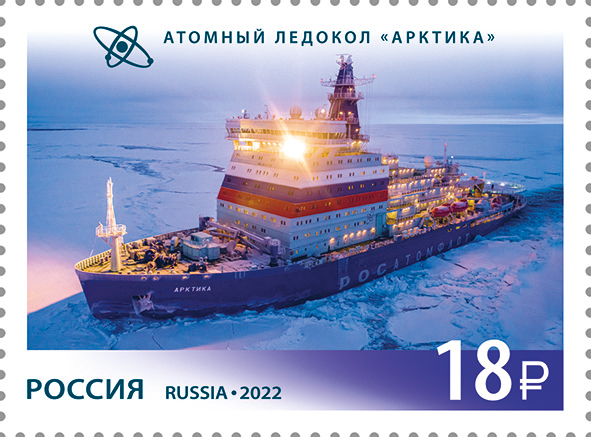
Почтовая марка с изображением ледокола

Спущен на воду 16 июня 2016 года; 20 июня «крёстной матерью» ледокола «Арктика» стала председатель Совета Федерации Валентина Матвиенко, которая разбила бутылку шампанского о борт судна.
Реакторы установлены осенью 2016 года. На конец августа 2019 года ледокол был готов на 87,7 %.
Срок сдачи головного ледокола был запланирован на декабрь 2017 года, но не был выдержан, так как Кировский завод не смог поставить в 2015 году турбогенераторы, как это предполагалось контрактом. Задержка связывается с тем, что сначала Харьковский турбинный завод не смог выполнить контрактные обязательства в связи с украинским кризисом 2014 года, а впоследствии Крыловский ГНЦ задержал поставку генераторов заводу «Киров-Энергомаш» (дочернее предприятие «Кировского завода»). Также указывается, что это первые подобные установки за последние 25 лет, изготавливаемые заводом, в связи с чем понадобились масштабные модернизации производства. Оба турбогенератора были поставлены в сентябре 2017 и апреле 2018 года соответственно.
17 марта 2017 года «Балтийский завод — судостроение», подрядчик строительства ледокола «Арктика», совместно с заказчиком «Росатомом» направили в правительство Российской Федерации обращение о необходимости переноса сроков сдачи ледокола на полтора года.
12 июля новым сроком ввода в строй ледокола объявлен был 2019 год.
19 июня 2018 года в репортаже Росатома с Балтийского завода о строительстве ледоколов типа ЛК-60Я было заявлено, что судно готово на 60 %.
28 мая 2019 года Объединённая судостроительная корпорация сообщила о планируемой передаче ледокола «Арктика» заказчику в мае 2020 года.
16 мая 2019 года стартовала первая загрузка атомного топлива в ядерную установку ледокола;
По данным ФГУП «Росатом», на конец августа 2019 года ледокол был готов на 87,7 %.
4 октября 2019 года запущена управляемая цепная ядерная реакция на реакторных установках на минимальном уровне мощности, достаточном для контроля за реакцией.
12 декабря ледокол вышел на ходовые испытания.
4 февраля 2020 года во время пусконаладочных работ системы электродвижения на ледоколе в результате короткого замыкания вышла из строя одна из двух обмоток гребного электродвигателя, расположенного по правому борту, после чего сроки сдачи корабля были сдвинуты на неопределённое время.
22 сентября 2020 года ледокол отправился на ледовые испытания в Мурманск. 3 октября в рамках приёмо-сдаточных испытаний ледокол достиг Cеверного полюса Земли, преодолев льды толщиной до 3 метров.
Поднятие флага на ледоколе и вхождение его в состав атомного ледокольного флота России произошло 21 октября 2020 года.
11 августа 2021 года ледокол встал в док имени Велещинского (бывш. Алексеевский) на «Кронштадтском морском заводе», для замены электродвигателя.
13 сентября 2021 года неисправный электродвигатель был заменён.
3 декабря 2021 года СМИ со ссылкой на пресс-службу «Объединённой судостроительной корпорации» сообщили, что ледокол завершил программу ходовых испытаний и взял курс на акваторию Северного морского пути.
10 февраля 2022 года с ледоколом «Капитан Драницын» повёл суда «Полар Кинг» и «Инженер Трубин» из порта Певек в порт Архангельск.

## Конструкция
Рассчитан на преодоление ровного льда толщиной 2,8 метра со скоростью 1,5 — 2 узла (3,0 метра наибольшая).
Является двухосадочным ледоколом: при глубокой осадке способен проламывать толстые океанские льды, при мелкой — работать в руслах рек, тем самым замещая собой сразу два ледокола — классов «Арктика» и «Таймыр» соответственно.

### Двигатель
Ледокол оборудован двумя ядерными энергетическими установками с реакторами РИТМ-200, тепловой мощностью по 175 МВт каждый.
Пар от реакторов приводит в действие два паровых турбогенератора мощностью по 36 МВт.
Три гребных винта фиксированного шага приводятся в действие шестью электродвигателями суммарной мощностью 60 МВт; двигатели установлены по два на каждом из трёх валов судна.
После выхода из строя одного двигателя общая мощность ледокола снизилась с 60 МВт до 50 МВт. Принято решение работать с потерей мощности до замены нерабочего двигателя в доке. Замена двигателя выполнена 13 сентября 2021 года в доке кронштадтского морского завода.

## Капитаны
1. Спирин, Александр Михайлович — с 21 октября 2020 года
2. Губкин Василий Геннадьевич с 18 марта 2021
3. Скрябин, Александр Витальевич (-2022-)